# Battaglia di Almansa
La battaglia di Almansa  è stata una battaglia che ebbe luogo il 25 aprile 1707, nel corso della guerra di successione spagnola. Fu una delle battaglie più decisive dell'intero conflitto. Presso Almansa, le armate Franco-Spagnole sotto il comando del duca di Berwick sconfissero pesantemente le forze alleate del Portogallo, del Regno Unito e delle Province Unite, comandate da Henri de Massue, riprendendo gran parte della Spagna orientale per i Borbone.
Essa è stata spesso descritta come "probabilmente l'unica battaglia nella storia in cui le forze britanniche furono comandate da un francese e quelle francesi da un britannico."